# Маро Дука
Маро Дука (на гръцки: Μάρω Δούκα) е гръцка писателка. Родена през 1947 г. в град Ханя на остров Крит, тя живее от 1966 г. в Атина. Изучава история и археология в Атинския университет. Започва да публикува творбите си през 1970-те години - първият ѝ разказ „Котелът“ („Η Πηγάδα“) излиза през 1974 г. само няколко месеца след като диктатурата на „черните полковници“ пада от власт и в основата му лежи историята на нейното задържане от Военната хунта през 1967 г.
Удостоена е с наградите „Никос Казандзакис“ на град Ираклион за романа „Златото на глупците“ (Η αρχαία σκουριά), в който основната тема отново е непопулярната в страната диктатура на полковниците, и с Държавната награда на Гърция за литература за романа „Плаващият град“ (Η πλωτή πόλη). През 2005 г. печели и „Балканика“ - наградата на писателите от Балканите за романа „Невинни и виновни“ (Αθώοι και φταίχτες), чийто сюжет засяга раздорите между гърците и турците на родния ѝ Крит.
Други призове - наградата на фондация „Костас и Елени Уранис“ на Атинската академия и наградата за поезия „Кавафис“ на името на гръцкия поет Константинос Кавафис през 2005 г.
Маро Дука е основател и член на „Обществото на гръцките автори“. На изборите през 2014 г. тя е избрана в Общинския съвет на Атина като кандидат от листата на партия СИРИЗА.